# Laura Lindstedt

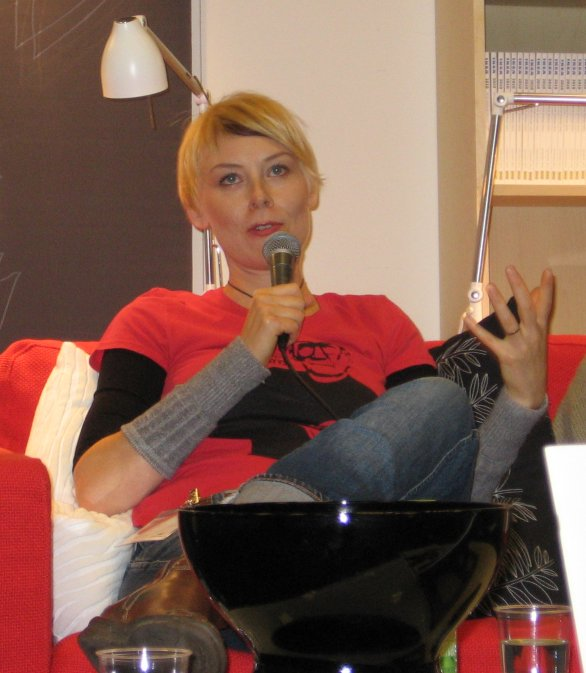
Laura Lindstedt på Helsingfors bokmässa 2009.

Laura Valpuri Lindstedt, född 1 maj 1976 i Kajana, är en finländsk författare.
Lindstedts debutbok Sakset (2007) nominerades till Finlandiapriset. För sin andra roman, Oneiron (2015, svensk utgåva 2017 i översättning av Camilla Frostell), tilldelades Lindstedt Finlandiapriset 2015 samt nominerades till Nordiska rådets litteraturpris 2017. 
Lindstedt avlade filosofie magisterexamen med litteraturvetenskap som huvudämne vid Helsingfors universitet 2015. Hon har bland annat arbetat som journalist och universitetslärare.